# リカルド・ペピ
リカルド・ダニエル・ペピ（Ricardo Daniel Pepi, 2003年1月9日 - ）は、アメリカ合衆国・エルパソ出身のサッカー選手。PSVアイントホーフェン所属。ポジションはFW。

## 経歴
FCダラスの下部組織に加入したのちに、2018年12月8日、ノース・テキサスSCでプロ契約を結ぶ。
2022年1月3日、ドイツのFCアウクスブルクに4年半契約で移籍した。
2022年9月1日、FCフローニンゲンへレンタル移籍することが発表された。
2023年7月7日、PSVアイントホーフェンに5年契約で移籍した。

## 代表歴
アメリカ代表年代別代表に選出されている。
2021年9月8日、2022 FIFAワールドカップ予選のホンジュラス代表戦でA代表初出場。この試合で代表初得点も挙げた。